# Ouvriers de la onzième heure

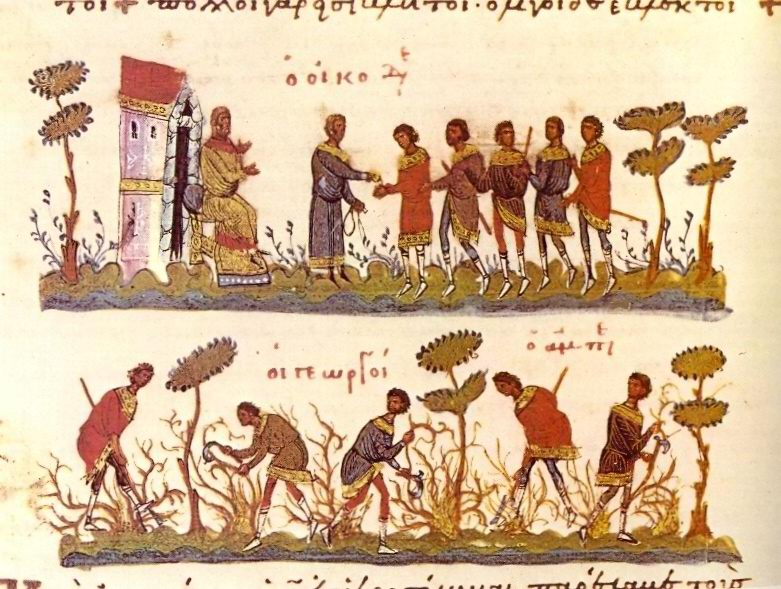
Les ouvriers de la onzième heure, évangéliaire byzantin du XIe siècle

Pour le tableau de Rembrandt, voir Les Ouvriers de la onzième heure.
Les Ouvriers de la onzième heure (quelquefois : Ouvriers envoyés à la vigne) est une parabole de l'Évangile selon Matthieu. Elle appartient à son Sondergut. La onzième heure fait référence à une méthode antique de calcul des heures qui débutait avec le lever du soleil et qui divisait la journée en douze parties : la onzième heure est donc la dernière avant le coucher du soleil et donc la fin de la journée de travail. La parabole fait intervenir un propriétaire terrien qui rémunère également ses différents employés peu importe l'heure où ils ont entamé leur labeur.

## Place dans l'Évangile
La parabole se trouve dans le Nouveau Testament au chapitre 20, versets 1 à 16 de l'Évangile selon Matthieu. Le passage fait partie des enseignements de Jésus en Judée, un peu avant son entrée triomphale à Jérusalem lors de la fête des Rameaux.

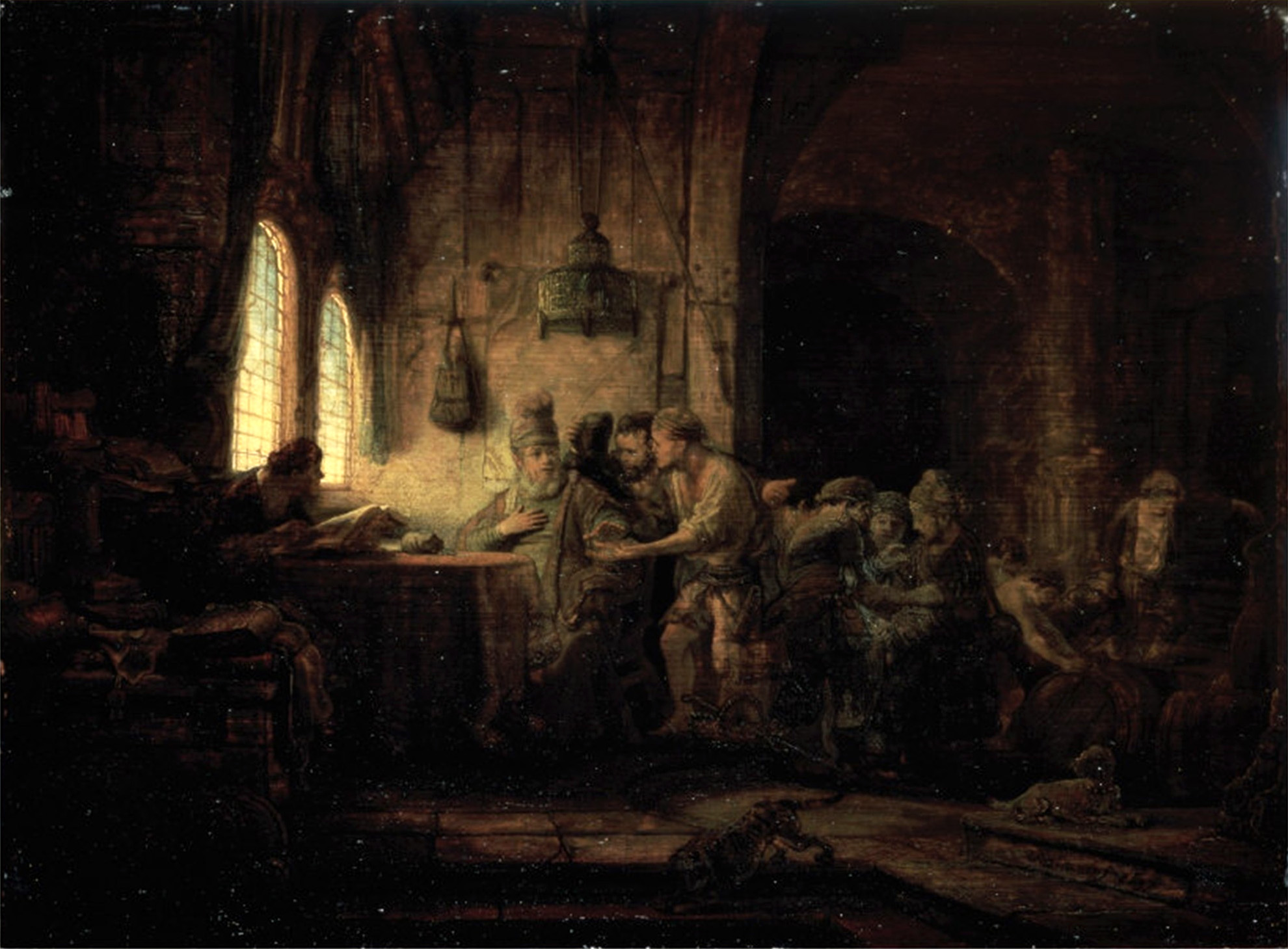
Rembrandt, Les Ouvriers de la onzième heure (1637).

## Texte
Évangile de Jésus-Christ selon saint Matthieu, chapitre 20, versets 1 à 16 :
« Car le royaume des Cieux est semblable à un maître de maison qui sortit dès le matin, afin de louer des ouvriers pour sa vigne. Il convint avec eux d'un denier par jour, et il les envoya à sa vigne. Il sortit vers la troisième heure, et il en vit d'autres qui étaient sur la place sans rien faire. Il leur dit : “Allez aussi à ma vigne, et je vous donnerai ce qui sera raisonnable.” Et ils y allèrent. Il sortit de nouveau vers la sixième heure et vers la neuvième, et il fit de même. Étant sorti vers la onzième heure, il en trouva d'autres qui étaient sur la place, et il leur dit : “Pourquoi vous tenez-vous ici toute la journée sans rien faire ?” Ils lui répondirent : “C'est que personne ne nous a loués.” “Allez aussi à ma vigne,” leur dit-il. Quand le soir fut venu, le maître de la vigne dit à son intendant : “Appelle les ouvriers, et paie-leur le salaire, en allant des derniers aux premiers.” Ceux de la onzième heure vinrent, et reçurent chacun un denier. Les premiers vinrent ensuite, croyant recevoir davantage ; mais ils reçurent aussi chacun un denier. En le recevant, ils murmurèrent contre le maître de la maison, et dirent : “Ces derniers n'ont travaillé qu'une heure, et tu les traites à l'égal de nous, qui avons supporté la fatigue du jour et la chaleur.” Il répondit à l'un d'eux : “Mon ami, je ne te fais pas tort ; n'es-tu pas convenu avec moi d'un denier ? Prends ce qui te revient, et va-t'en. Je veux donner à ce dernier autant qu'à toi. Ne m'est-il pas permis de faire de mon bien ce que je veux ? Ou vois-tu de mauvais œil que je sois bon ?” Ainsi les derniers seront les premiers, et les premiers seront les derniers. »
Traduction d'après la Bible Louis Segond.

## Interprétations
Cette parabole pourrait signifier que la générosité de Dieu dépasse notre justice humaine. En effet on associe le propriétaire de la vigne au Seigneur, c'est-à-dire Dieu. Les rapports de Dieu avec l'homme ne sont pas les rapports qu'a un patron avec ses ouvriers.
Parmi les premiers chrétiens, ceux d'origine juive pouvaient être choqués de voir des pécheurs et des païens appelés comme eux dans la communauté des chrétiens. Cette parabole a servi à apaiser les ressentiments qui ont pu naître de cette situation.

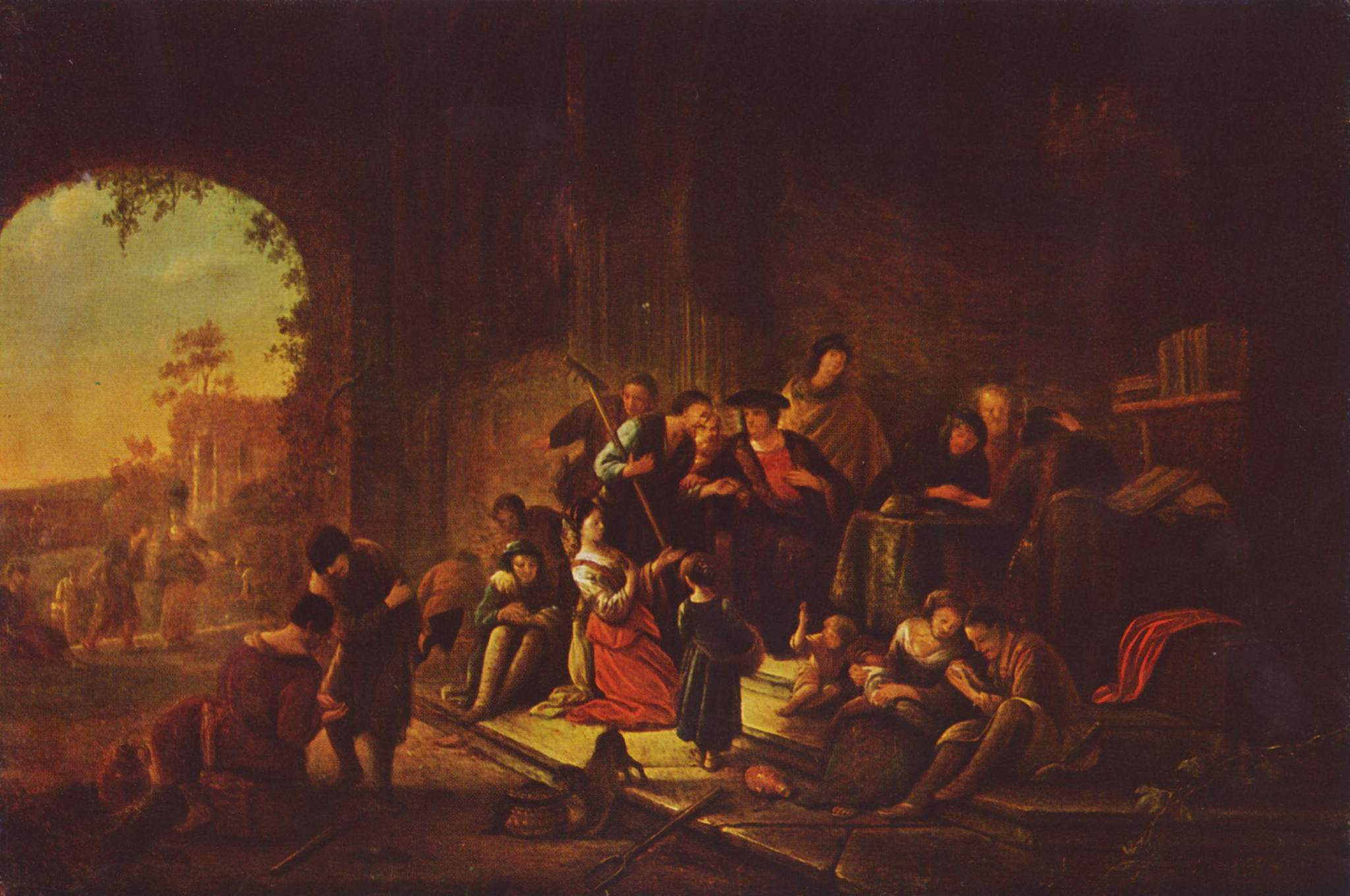
Peinture de cette parabole, par Jacob de Wet, milieu du XVIIe siècle.

Origène compare la vigne à l'Église et le maître au Christ.
Saint Augustin dit dans son sermon 87 intitulé : les heures de l'histoire du Salut, « Les justes venus au monde en premier, comme Abel et Noé, ont été, pour ainsi dire, appelés à la première heure, et ils obtiendront le bonheur de la résurrection en même temps que nous. D'autres justes, venus après eux, Abraham, Isaac, Jacob et tous ceux qui vivaient à leur époque ont été appelés à la troisième heure, et ils obtiendront le bonheur de la résurrection en même temps que nous. Il en ira de même pour ces autres justes, Moïse, Aaron et tous ceux qui furent appelés avec eux à la sixième heure; puis les suivants, les saints prophètes, appelés à la neuvième heure, goûteront le même bonheur que nous. Tous les chrétiens sont, pour ainsi dire, appelés à la onzième heure; ils obtiendront, à la fin du monde, le bonheur de la résurrection avec ceux qui les ont précédés. Tous le recevront ensemble. Voyez pourtant combien de temps les premiers attendront avant d'y parvenir. Ainsi, ils obtiendront ce bonheur après une longue période, et nous, après peu de temps. Bien que nous devions le recevoir avec les autres, on peut dire que nous serons les premiers, puisque notre récompense ne se fera pas attendre ». Le docteur de l’Église a aussi écrit que la pièce d'argent était en fait le symbole de la vie éternelle.
John Ruskin s'est appuyé sur cette parabole dans l'essai Unto This Last pour critiquer la rémunération des ouvriers à la tâche et préconiser au contraire une rémunération en fonction du temps passé, c'est-à-dire en fonction des besoins de l'ouvrier pour vivre, quelle que soit la contribution réelle de son travail à la richesse de l'employeur.

## Liturgie
Dans l'actuelle "seule expression de la lex orandi du rite romain", ce passage est lu le 25e dimanche du temps ordinaire (fin septembre) les années A (pendant lesquelles on lit l'Évangile selon Matthieu, voir calendrier liturgique catholique).
Dans le rite tridentin, cet évangile est lu le dimanche de la septuagésime, neuf semaines avant la fête de Pâques.